# کوشکک (درمیان)
کوشکک روستایی در دهستان کوشکک و مرکز این دهستان دربخش قهستان شهرستان درمیان استان خراسان جنوبی ایران است. بر پایه سرشماری عمومی نفوس و مسکن در سال ۱۳۹۰ جمعیت این روستا ۸۵۸ نفر (در ۲۵۶ خانوار) بوده است.